# Sitemaps
Sitemaps — XML-файлы с информацией для поисковых систем (таких как Google, Bing, Яндекс) о страницах веб-сайта, которые подлежат индексации. Sitemaps могут помочь поисковикам определить местонахождение страниц сайта, время их последнего обновления, частоту обновления и важность относительно других страниц сайта для того, чтобы поисковая машина смогла более разумно индексировать сайт.
Использование Sitemaps не является гарантией того, что веб-страницы будут проиндексированы поисковыми системами, это всего лишь дополнительная подсказка для сканеров, которые смогут выполнить более тщательное сканирование сайта.

## Формат протокола Sitemap
Формат протокола Sitemap состоит из XML-тегов. В файле необходимо использовать кодировку UTF-8.

## Пример XML-файла Sitemap
Ниже приведен пример файла Sitemap, в котором содержится только один URL-адрес и использованы все необязательные теги.

## Использование файлов индекса Sitemap
Можно предоставить несколько файлов Sitemap, однако в каждом из этих файлов должно быть не более 50000 URL, а размер каждого из этих файлов не должен превышать 50 МБ. При необходимости файл Sitemap можно сжать с помощью архиватора gzip, чтобы его размер не превышал 50 МБ, и тем самым уменьшить требования к пропускной способности канала.
Если необходимо перечислить более 50000 URL, следует создать несколько файлов Sitemap, при этом необходимо перечислить каждый из этих файлов в файле индекса Sitemap (Sitemap index). Формат файла индекса Sitemap похож на формат файла Sitemap.
Подробная информация об использовании файлов индекса Sitemap на официальном сайте: sitemaps.org.

## Другие форматы файла Sitemap
- Канал синдикации (RSS 2.0, а также Atom 0.3 или 1.0)
- Текстовый файл (в текстовом файле в каждой строке должен быть только один URL)

## Местоположение файла Sitemap
Рекомендуется располагать файл Sitemap в корневом каталоге сервера, чтобы ссылка выглядела примерно так: http://example.com/sitemap.xml Архивировано 25 января 2012 года..
- Все ссылки, перечисленные в файле Sitemap, должны находиться в том же домене, что и сам Sitemap.
Например, если файл Sitemap находится по адресу http://www.example.com/sitemap.xml Архивировано 25 января 2012 года., то он не может включать в себя ссылки страниц с доменов http://subdomain.example.com(недоступная+ссылка) или http://example.com.
- Ссылки в файле Sitemap должны указывать на страницы, находящиеся в том же каталоге (или его подкаталогах), что и сам файл Sitemap.
Например, если файл Sitemap находится на http://www.example.com/catalog/sitemap.xml (недоступная+ссылка), то он не может включать в себя ссылки на страницы http://www.example.com/page.html (недоступная+ссылка) или http://www.example.com/dir/page.html (недоступная+ссылка).
- Ссылки, указанные в файле Sitemap, должны использовать тот же протокол (например, HTTP), по которому доступен файл Sitemap.
Это значит, что если файл Sitemap находится на http://www.example.com/sitemap.xml Архивировано 25 января 2012 года., то он не может содержать ссылки типа https://www.example.com/page.html (недоступная+ссылка) и ftp://www.example.com/file.doc (недоступная+ссылка).

## Проверка файла Sitemap
Для определения элементов и атрибутов, которые могут появляться в файлах Sitemap, используются следующие XML-схемы:
- Для файлов Sitemap: https://www.sitemaps.org/schemas/sitemap/0.9/sitemap.xsd
- Для файлов индекса Sitemap: https://www.sitemaps.org/schemas/sitemap/0.9/siteindex.xsd

## Уведомления для сканеров поисковых систем
После того, как файл Sitemap создан и размещен на веб-сервере, необходимо сообщить о местонахождении этого файла поисковым системам, поддерживающим этот протокол. Это можно сделать следующим образом:
- с помощью интерфейса поисковой системы
- указав местоположение файла Sitemap в файле robots.txt
- выслав HTTP-запрос

Затем поисковые системы смогут извлечь файл Sitemap и разрешить своим сканерам доступ к URL-адресам.

### Использование файлаrobots.txt
Чтобы сообщить поисковым системам местоположение файла Sitemap, можно в robots.txt добавить строку вида:
```
Sitemap: <sitemap_location>
```

Где <sitemap_location> — полный URL файла Sitemap, например: www.site.ru/sitemap.xml

### Использование HTTP-запроса
Можно указать поисковым системам местонахождение файла Sitemap при помощи HTTP-запроса, используя таблицу:
| Поисковая система | Адрес                                                | Описание                 |
| ----------------- | ---------------------------------------------------- | ------------------------ |
| Google            | https://google.com/ping?sitemap=<sitemap_location>   | Обновление файла Sitemap |
| Bing              | https://www.bing.com/ping?sitemap=<sitemap_location> | Bing Webmaster Center    |

, где <sitemap_location> необходимо заменить на полный URL файла Sitemap.
Например, чтобы добавить файл http://www.example.com/sitemap.xml Архивировано 25 января 2012 года. в поисковик Google, нужно отправить HTTP-запрос:
https://google.com/ping?sitemap=http://www.example.com/sitemap.xml